# Maurice Bastide
Pour les articles homonymes, voir Bastide.
Maurice Bastide, né le 10 avril 1909 à Cardet dans le Gard et mort le 24 juillet 1998 à Générargues, est un écrivain et homme politique français, surtout connu pour ses romans policiers.

## Biographie
Frère de Jean Bastide, commissaire principal de la Sûreté nationale, il publie en 1954 un premier roman policier, Réactions en chaîne, qui obtient le prix du roman d'aventures. Il est le créateur du commissaire Bourret, dont les enquêtes sont d'un grand réalisme, puisque puisées dans l'expérience professionnelle de l'auteur.
Il prend sa retraite dans les années 1980 et signe des critiques sur des romans policiers dans des journaux du Midi : Le Pays Cévenol d'Alès et Le Provençal Dimanche de Marseille.
En 1990, il publie un roman historique, Les Amants d'Anduze.
Il est maire de Générargues jusqu'en 1989.

## Décoration
- Médaille de la Résistance française (31 mars 1947)[3]

## Œuvre

### Nouvelle
- Transports en tous genres, dans Meurtres en pays charentais, Paris, Librairie des Champs-Élysées, collection Le Masque no 1065, 1969 (anthologie avec des nouvelles d'Ilka Rezette, de Pierre Frachet, de Philippe Verteuil et de Maurice Bastide).

### Romans

#### SérieCommissaire Bourret
- Réactions en chaîne, Paris, Librairie des Champs-Élysées, coll. « Le Masque » no 473, 1954
- Encore une heure, Monsieur le procureur, Paris, Librairie des Champs-Élysées, coll. « Le Masque » no 531, 1956
- Gibet de fortune, Paris, Librairie des Champs-Élysées, coll. « Le Masque » no 619, 1958
- Au bassin d'Arcachon, Paris, Librairie des Champs-Élysées, coll. « Le Masque » no 728, 1961
- La Haine au cœur, Paris, Librairie des Champs-Élysées, coll. « Le Masque » no 1211, 1972
- Une cible cache l'autre, Paris, Librairie des Champs-Élysées, coll. « Le Masque » no 1294, 1973

#### Autres romans
- Le Rendez-vous de Lérida, Lyon, Librairie de la Cité de Lyon, coll. « Le Caribou » no 87, 1958
- Pas de remords, camarade !, Paris, Librairie des Champs-Élysées, coll. « Le Masque - Espionnage » 1re série no 13, 1964 ; réédition, Paris, Librairie des Champs-Élysées, coll. « Le Club des Masques » no 260, 1975
- L'Amnésique de Barcelone, Paris, Librairie des Champs-Élysées, coll. « Service Secret » no 39, 1965
- La Meute aux trousses, Paris, SEG, coll. « Service secret » no 108, s.d.
- Feu sur l'incendiaire, Givors, A. Martel, coll. « Star Police » no 13, s.d.
- Un carton sur le commissaire, Givors, A. Martel, coll. « Le Crabe police » no 7, s.d.
- Les Amants d'Anduze, Pont-Saint-Esprit, La Mirandole/P. Dondey, 1990

#### Prix et distinctions
- Prix du roman d'aventures 1954 pour Réactions en chaîne.

## Adaptation radiophonique
- Le roman Au bassin d'Arcachon a été adapté en 1962 par Jean Grimod pour la série radiophonique Les Maîtres du mystère de France Inter. (Producteurs Germaine Beaumont et Pierre Billard)

### Sources bibliographiques
- Jacques Baudou et Jean-Jacques Schleret, Le Vrai Visage du Masque, vol. 1, Paris, Futuropolis, 1984, 476 p. (OCLC 311506692), p. 51-52.
- Claude Mesplède (dir.), Dictionnaire des littératures policières, vol. 1 : A - I, Nantes, Joseph K, coll. « Temps noir », 2007, 1054 p. (ISBN 978-2-910-68644-4, OCLC 315873251), p. 172-173.